# Gimnàstica als Jocs Olímpics d'estiu de 1968
Als Jocs Olímpics d'Estiu de 1968 celebrats a Ciutat de Mèxic (Mèxic) es disputaren 14 proves de gimnàstica, vuit en categoria masculina i sis en categoria femenina. La competició es disputà entre els dies 21 i 26 d'octubre de 1968 a l'Auditori Nacional de Mèxic.
Participaren 218 gimnastes, entre ells 117 homes i 101 dones, de 30 comitès nacionals diferents.

## Resum de medalles

### Categoria masculina
| Prova                              | Or                                                                                               | Argent | Bronze                                                                                             |
| Concurs complet individual Detalls | Sawao Kato                                                                                       | Mikhaïl Voronin | Akinori Nakayama                                                                                   |
| Concurs complet per equips Detalls | JapóYukio Endo · Takeshi Kato · Akinori Nakayama · Sawao Kato · Mitsuo Tsukahara · Eizo Kenmotsu | Unió SovièticaMikhaïl Voronin · Sergei Diomidov · Víktor Lissitski · Valery Karasev · Vladimir Klimenko · Valery Ilyinykh | RDASiegfried Fülle · Klaus Köste · Matthias Brehme · Gerhard Dietrich · Peter Weber · Günter Beier |
| Exercici de terra Detalls          | Sawao Kato                                                                                       | Akinori Nakayama | Takeshi Kato                                                                                       |
| Barra fixa Detalls                 | Akinori Nakayama                                                                                 | No es concedí | Eizo Kenmotsu                                                                                      |
| Barra fixa Detalls                 | Mikhaïl Voronin                                                                                  | No es concedí | Eizo Kenmotsu                                                                                      |
| Barres paral·leles Detalls         | Akinori Nakayama                                                                                 | Mikhaïl Voronin | Vladimir Klimenko                                                                                  |
| Cavall amb arcs Detalls            | Miroslav Cerar                                                                                   | Olli Laiho | Mikhaïl Voronin                                                                                    |
| Anelles Detalls                    | Akinori Nakayama                                                                                 | Mikhaïl Voronin | Sawao Kato                                                                                         |
| Salt sobre cavall Detalls          | Mikhaïl Voronin                                                                                  | Yukio Endo | Sergei Diomidov                                                                                    |

### Categoria femenina
| Prova                              | Or | Argent | Bronze                                                                                                 |
| Concurs complet individual Detalls | Věra Čáslavská | Zinaïda Vorónina | Natàlia Kutxínskaia                                                                                    |
| Concurs complet per equips Detalls | Unió SovièticaNatàlia Kutxínskaia · Zinaïda Vorónina · Larissa Petrik · Olga Karaseva · Liudmila Turíxtxeva · Ljubov Burda | TxecoslovàquiaVěra Čáslavská · Mária Krajčírová · Jana Kubičková · Hana Lišková · Bohumila Řimnáčová · Miroslava Skleničková | RDAUte Starke · Erika Zuchold · Maritta Bauerschmidt · Karin Janz · Magdalena Schmidt · Marianne Noack |
| Exercici de terra Detalls          | Věra Čáslavská | No es concedí | Natàlia Kutxínskaia                                                                                    |
| Exercici de terra Detalls          | Larissa Petrik | No es concedí | Natàlia Kutxínskaia                                                                                    |
| Barra d'equilibris Detalls         | Natàlia Kutxínskaia | Věra Čáslavská | Larissa Petrik                                                                                         |
| Barres asimètriques Detalls        | Věra Čáslavská | Karin Janz | Zinaïda Vorónina                                                                                       |
| Salt sobre cavall Detalls          | Věra Čáslavská | Erika Zuchold | Zinaïda Vorónina                                                                                       |

## Medaller
| Posició | País           | Or | Argent | Bronze | Total |
| 1       | Japó           | 6  | 2      | 4      | 12    |
| 2       | Unió Soviètica | 5  | 5      | 8      | 18    |
| 3       | Txecoslovàquia | 4  | 2      | 0      | 6     |
| 4       | Iugoslàvia     | 1  | 0      | 0      | 1     |
| 5       | RDA            | 0  | 2      | 2      | 4     |
| 6       | Finlàndia      | 0  | 1      | 0      | 1     |